# Íncube
|  | Per a altres significats, vegeu «Incubus». |

Un íncube o íncub (del llatí "Incubus", que significa "jeure a sobre") és un dimoni de sexe masculí que, segons la mitologia o tradicions llegendàries, pren forma humana masculina per a tenir comerç carnal amb dones. Pelut i sovint representat amb peus de cabra, l'íncube també pot prendre els homes. El dimoni íncube es posa sobre el pit de la seva víctima adormida i l'opressió que li genera pot fins i tot arribar a asfixiar-la. El seu equivalent femení és el súcube.
Hi ha teories que pretenen explicar el fenomen de la creença en íncubes: hi ha la teoria de l'origen cultural i la teoria de l'origen experiencial.

## Història
L'origen de l'íncube es troba a la mitologia sumèria i d'allà passa a Grècia, on s'associa als malsons i a la falta d'aire dels afectats. En ambdues cultures té un aspecte positiu o neutre, ja que de les unions entre déus i mortals neixen herois i éssers extraordinaris.
A la mitologia romana, i al seu folklore, l'íncube era una divinitat que es presentava a la nit i es posava sobre el pit de la gent provocant malsons. De vegades s'unien amb les dones adormides. Se'ls representava amb un barret cònic, que sovint perdien amb els seus jocs. Si es trobava un d'aquests barrets s'adquiria el poder de descobrir tresors ocults.
Tanmateix, a partir de l'Edat Mitjana, es va associar al diable i, per tant, al mal, accentuat per l'aspecte sexual pecaminós, ja que l'acoblament no seguia al matrimoni. Al segle xv es va condemnar algunes dones, acusades de bruixeria, per fomentar la vinguda dels íncubes durant la nit. Fins al segle xix no es va acceptar que els fenòmens descrits per les dones provenien de malsons o sublimacions sexuals, sense relació amb criatures reals, si bé alguns inquisidors van continuar perseguint els presumptes atacs d'íncubes.
A l'edat contemporània destaquen casos de persones que conten a programes de televisió experiències amb íncubes.

## Íncubes a la ficció
A la novel·la de Matthew Gregory Lewis The Monk (1796) un monjo té una relació amb una súcube, equivalent femenina a l'íncube.
Destaca la seua presència al cinema de terror americà de les dècades dels 1980 i 1990:
- The Incubus (1982) i The Entity (1981) destaquen per tindre un íncube involucrat en els arguments principals. The Entity és especialment destacable per estar basada en les experiències reals viscudes per una vídua i mare i la investigació realitzada per la parapsicòloga de Los Angeles Kerry Gaynor.[4]